# Coelia
Coelia, rod kaćunovki smješten u vlastiti podtribus Coeliinae, dio tribusa Epidendreae. 
Postoji nekoliko vrsta raširenih po Srednjoj Americi i Antilima.

## Vrste
1. Coelia bella (Lem.) Rchb.f.
2. Coelia densiflora Rolfe
3. Coelia guatemalensis Rchb.f.
4. Coelia macrostachya Lindl.
5. Coelia triptera (Sm.) Mutel

## Sinonimi
- Bothriochilus Lem.